# Place de la Porte-de-Vanves
La place de la Porte-de-Vanves est une voie située dans le quartier de Plaisance du 14e arrondissement de Paris.

## Situation et accès
La place de la Porte-de-Vanves est desservie à proximité par la ligne 13 à la station Porte de Vanves et par la ligne 3a du tramway d'Île-de-France.

## Origine du nom
Cette place est située à l'emplacement de l'ancienne porte de Vanves de l'enceinte de Thiers.

## Historique
Cette voie est créée en 1928 par la ville de Paris à l'endroit du bastion no 75 de l'enceinte de Thiers lors du réaménagement de la zone de la porte de Vanves.

## Bâtiments remarquables et lieux de mémoire

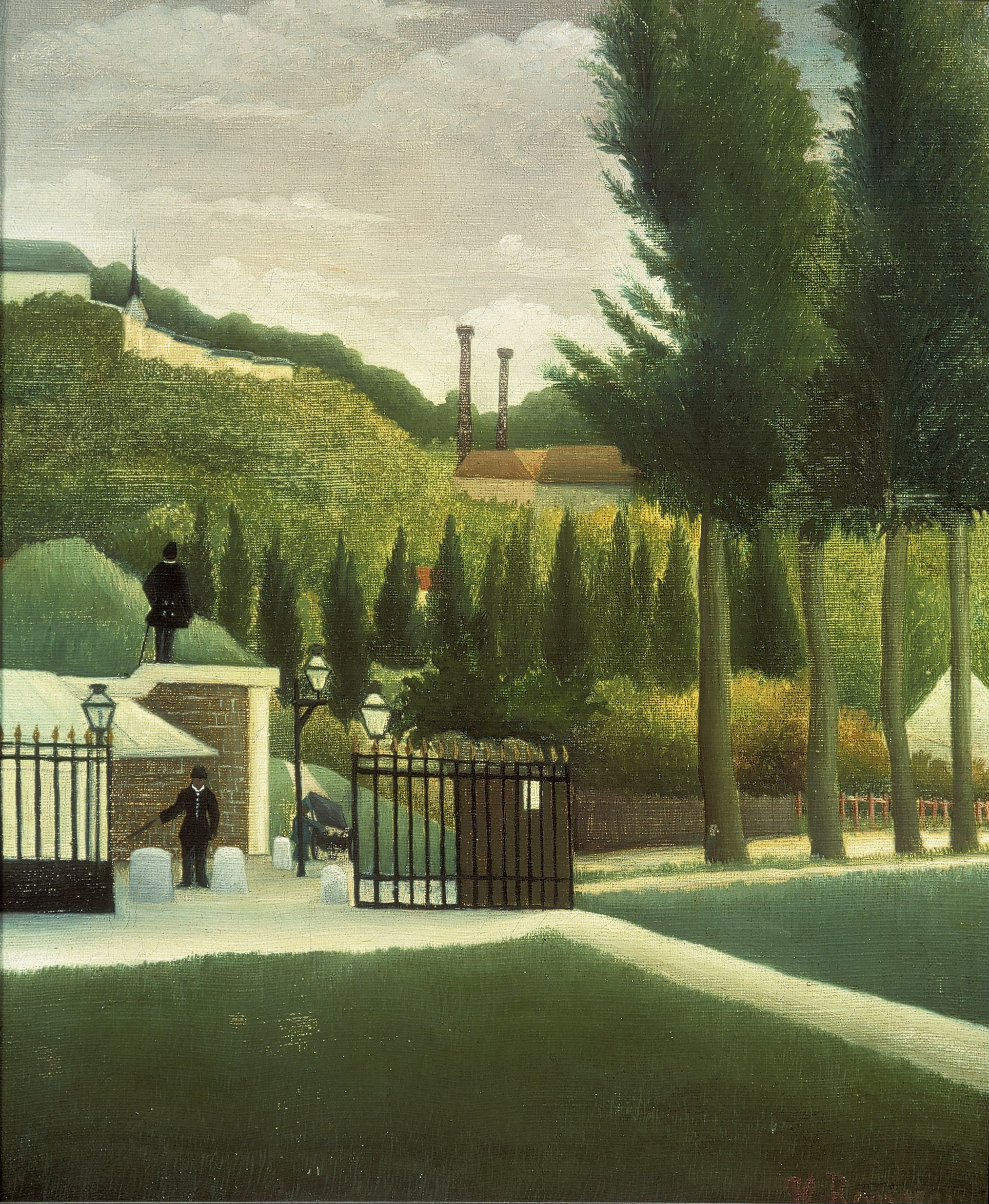
L’ octroi de la Porte de Vanves peint par le Douanier Rousseau vers 1890.